# Josep Maria Mestre Miret
Josep Maria Mestre Miret (* 14. Dezember 1918 in Manresa; † 22. Juli 2002 in Barcelona) war ein katalanischer Komponist und Apotheker.

## Leben
Am 14. Dezember 1918 wurde José María Mestre Miret (katalanisch Josep Maria Mestre Miret) in Manresa als Sohn eines Apothekers geboren. Sein Vater starb früh. Er trat im Alter von 14 Jahren bei Klavierkonzerten in seiner Heimatstadt auf und wurde als Wunderkind gefeiert. Weitere Konzerte gab er in Barcelona und anderen katalanischen Städten. Auf Wunsch seiner Mutter übernahm er die Apotheke seines Vaters. Im spanischen Bürgerkrieg war er musikalischer Begleiter seines Kommandanten und entkam nur knapp als einziger seiner Kompanie dem Tod an der Front.
Er heiratete 1960 Elisabeth de Mestre, geborene Gebauer, die später unter dem Namen Isabel de Mestre international in der Brautmode-Branche bekannt wurde. Nach Beendigung seiner Laufbahn als Apotheker widmete er sich verstärkt der Musik und komponierte verschiedene romantische Stücke. Ein mit 14 Jahren begonnenes Stück vollendete er mit 74 Jahren. Bekannt wurde er durch seine Kompositionen katalanischer Sardanas. Zwei Sardanas wurden noch zu seinen Lebzeiten prämiert. Er hinterließ die unvollendete Komposition „Me voy a enloquecer“.
Weitere Kompositionen von José Maria Mestre Miret sind im spanischen Autorenregister Sociedad General de Autores de España aufgeführt.

## Erfolge
- 1940 Spanische Nationalhymne für das vierhändige Klavier adaptiert
- 1940 El lamento de un gaucho: Tango (Text von Aurelio Fuentes Ortiz)
- 1943 Mazurka del dolor
- Sieger im internationalen Song Contest in Benidorm 1963 mit „La Hora“. Interpret war Alberto.
- Die B-Seite der Single „Pero dilo tú“ (langsamer Rock, Text von Esteban Gorgas)[3] qualifizierte sich für den Song Contest 1964.
- 1985 Prämierte Sardana (1. Platz) „La festa de Sant Lluc“[4][5]
- Prämierte Sardana (1. Platz) „Gotes d'amor“